# Czarna sukienka
Czarna sukienka (inc.  Schowaj matko, suknie moje, Perły, wieńce z róż: Jasne szaty, świetne stroje - To nie dla mnie już! ...) – wiersz Konstantego Gaszyńskiego powstały w Paryżu w 1832. Wiersz powstał na Wielkiej Emigracji. Treść wiersza nawiązuje do bitwy o Olszynkę Grochowską - słynnej bitwy powstania listopadowego: ...gdy śród bitwy brat zginął mój, Kulą przeszyty w polach Grochowa ....  
Poemat stał się popularny w czasie powstania styczniowego. Do popularyzacji wiersza posłużyło wykorzystanie go jako słów do pieśni nieznanego kompozytora. Istnieje wersja melodii skomponowana przez Władysława Żeleńskiego Czarna sukienka op. 12 nr 1 (1863).